# Natan Krieger
Natan Krieger (ur. 5/4 maja 1844 w Lipniku, zm. 4/5 maja 1903 w Krakowie**) – krakowski fotograf, dokumentujący miasto i jego zabytki.

## Życiorys
Był synem Ignacego Kriegera i Anny z Thiebergerów. Miał siostrę Amalię (również zajmującą się fotografią). Wiadomo też o innych  jego siostrach: Jeanetta (Hoff), Franciszka, Paula (Fuchs), Józefa (Baum). W 1860 (1859?) roku przybywa jako kilkunastolatek do Krakowa wraz z rodziną, która się tu osiedla. Co najmniej od 1870 roku był pomocnikiem w zakładzie fotograficznym, a najpóźniej od 1880 roku na stałe pomagał ojcu.
Około 1867 roku Natan służył w wojsku, zapewne w 56 (względnie 13) pułku piechoty, do którego został wcielony w ramach przymusowego poboru w drodze losowania lub zgłosił się na ochotnika. O jego wojskowym epizodzie świadczą fotografie przedstawiające go w mundurze starszego szeregowego (Gefreitera).
Po śmierci Ignacego w 1889 roku, Natan wraz z siostrą Amalią kontynuował prowadzenie zakładu fotograficznego.
Około 1890 roku Natan Krieger wybrał się w celach zawodowych do Lwowa, ówczesnej stolicy Galicji, która wraz z Krakowem należała do Austro-Węgier, dzięki czemu nie potrzebował paszportu. Z tego wyjazdu zachowała się seria fotografii przedstawiających miasto z tamtego okresu.
W 1895 roku, pod nieobecność brata, Amalia odpowiadała na korespondencję skierowaną do zakładu. Dopiero z lat 1900 i 1901 pochodzą informacje jednoznacznie potwierdzające, że atelier należało do Natana i Amalii oraz że prowadzili je wspólnie. Nie wiadomo komu należy przypisać autorstwo powstałych w tym okresie zdjęć.

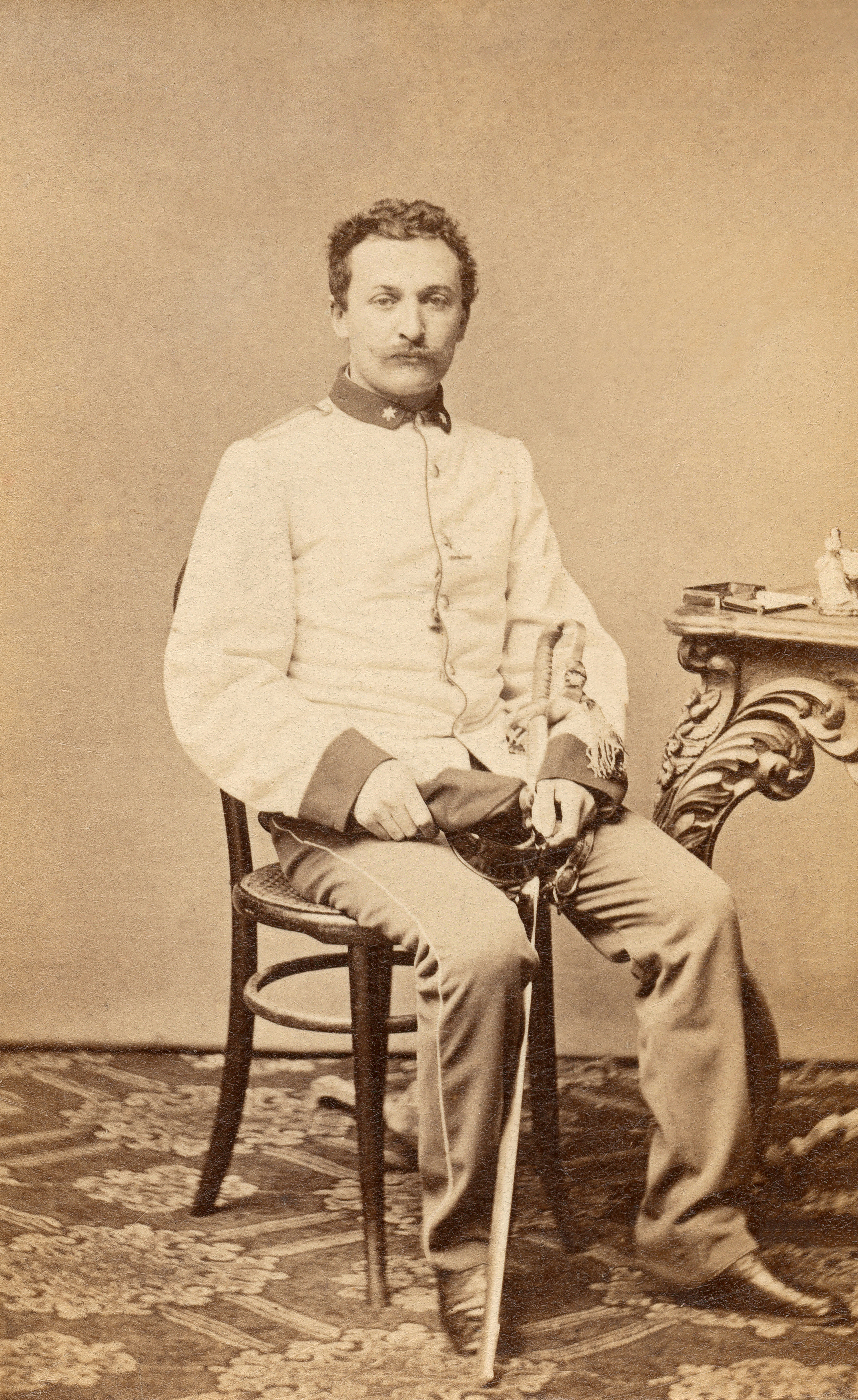
1867 Natan Krieger (krakowski fotograf) w mundurze starszego szeregowego (Gefreitera) 56 (lub 13) pułku piechoty, MHK-Fs3943-IX

Najpóźniej w 1900 roku Natan i Amalia przeprowadzili się do kamienicy na rogu Rynku i ulicy św. Jana, w której mieścił się zakład fotograficzny.
Kriegerowie – a w każdym razie na pewno Amalia, wcześniej zapewne Natan – byli członkami Towarzystwa Miłośników i Historii Zabytków Krakowa oraz Towarzystwa Polska Sztuka Stosowana.
Udostępniał też swoje prace oraz fotografie ojca do różnych publikacji. Pełnił funkcję głównego fotografa „Rocznika Krakowskiego” wydawanego przez TMHiZK. Fotografował także obiekty spoza Krakowa, przede wszystkim na terenie ówczesnej Galicji.
Natan Krieger zmarł 4 maja 1903 roku w Krakowie po długich cierpieniach spowodowanych rakiem wątroby. Dwa dni później został pochowany na nowym cmentarzu żydowskim przy ulicy Miodowej 55 w Krakowie.

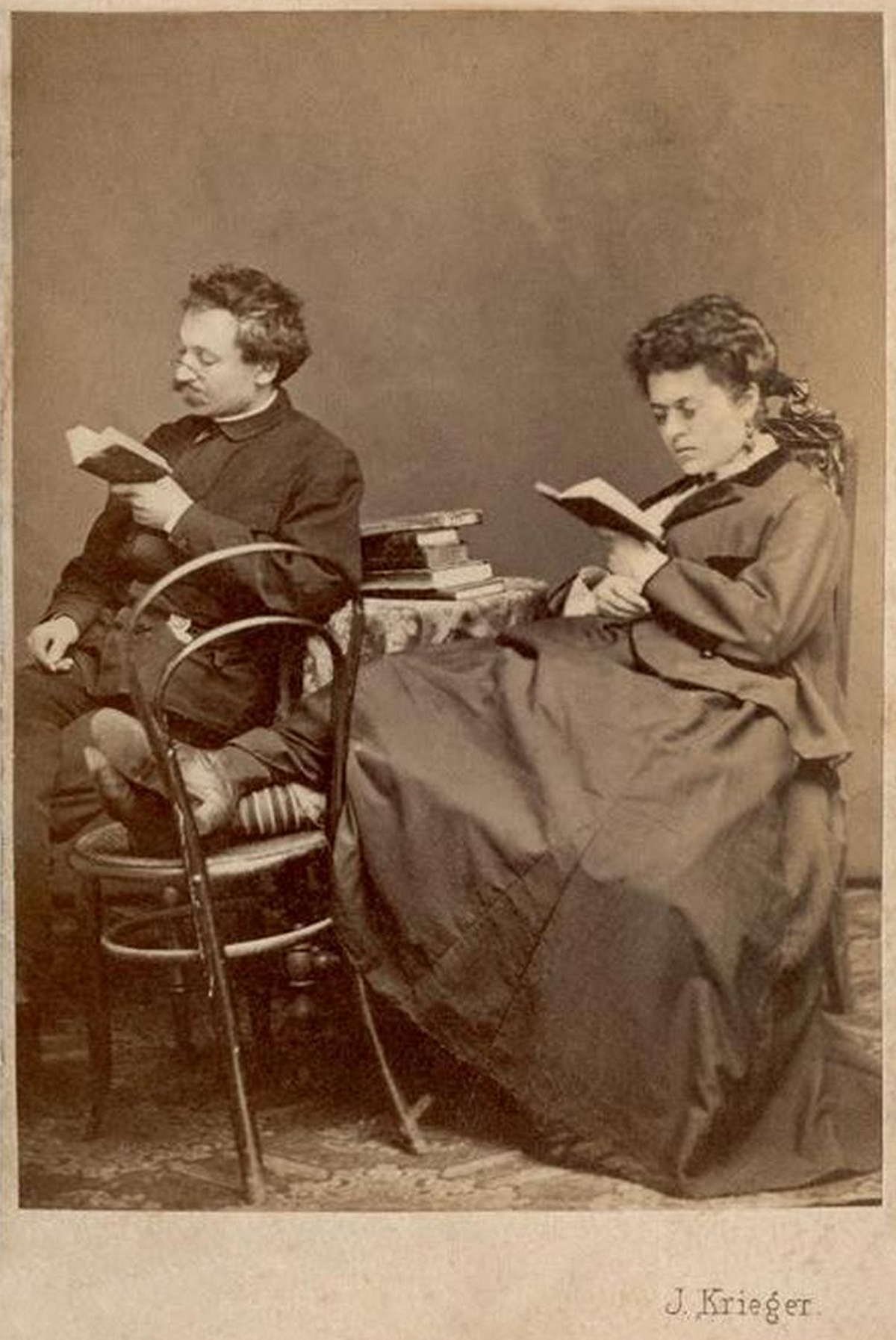
1868 Natan Krieger z siostrą Amalią, MHK-Fs3912-IX

## Działalność
Po przejęciu rodzinnego interesu wykorzystywał negatywy pozostawione przez ojca, wykonując z nich odbitki. Popularnością cieszyły się „krajowidoki” oraz zdjęcia typów ludowych, które traktowano jako pamiątki z podróży do Krakowa. Dokumentował przemiany urbanistyczne Krakowa na przełomie XIX i XX wieku, fotografując ulice z nowo wzniesionymi kamienicami i budynkami użyteczności publicznej, zaprojektowanymi przez wybitnych współczesnych architektów. Uwieczniał także wielkie inwestycje tego okresu, w tym budowę Teatru Miejskiego na Placu Świętego Ducha, w miejscu zburzonego zespołu średniowiecznych budynków dawnego klasztoru mansjonarzy i szpitala dla ubogich. Fotografował również nowe pomniki w Krakowie, takie jak pomnik Mikołaja Kopernika w dziedzińcu Collegium Maius, Tadeusza Rejtana w pobliżu Plant oraz Adama Mickiewicza na Rynku Głównym. Choć był miłośnikiem Krakowa, nie ograniczał się jedynie do tej tematyki, często wyjeżdżał w celach zawodowych. Jego reputacja doskonałego dokumentalisty zaowocowała zamówieniem z odległej Wielkopolski. W jego dorobku brak jest fotografii uroczystości patriotycznych czy innych wydarzeń. Choć kontynuował działalność ojca, skupiał się jednak bardziej na fotografii krajobrazowej i architektonicznej oraz dokumentował wnętrza i bogate wyposażenie licznych kościołów Krakowa.

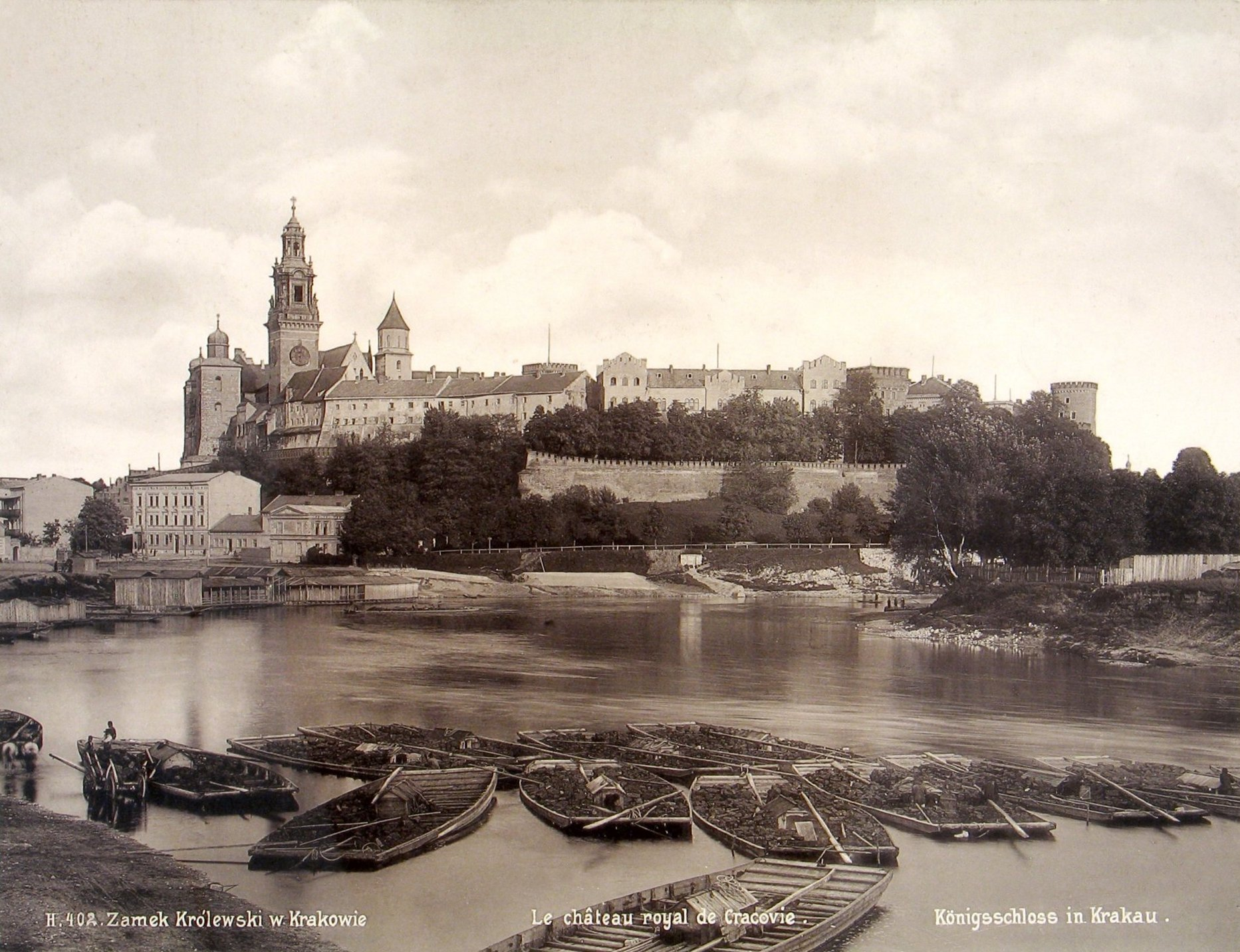
1900 Zakole Wisły i Wawel, Fot. Natan Krieger, Biblioteka PAN
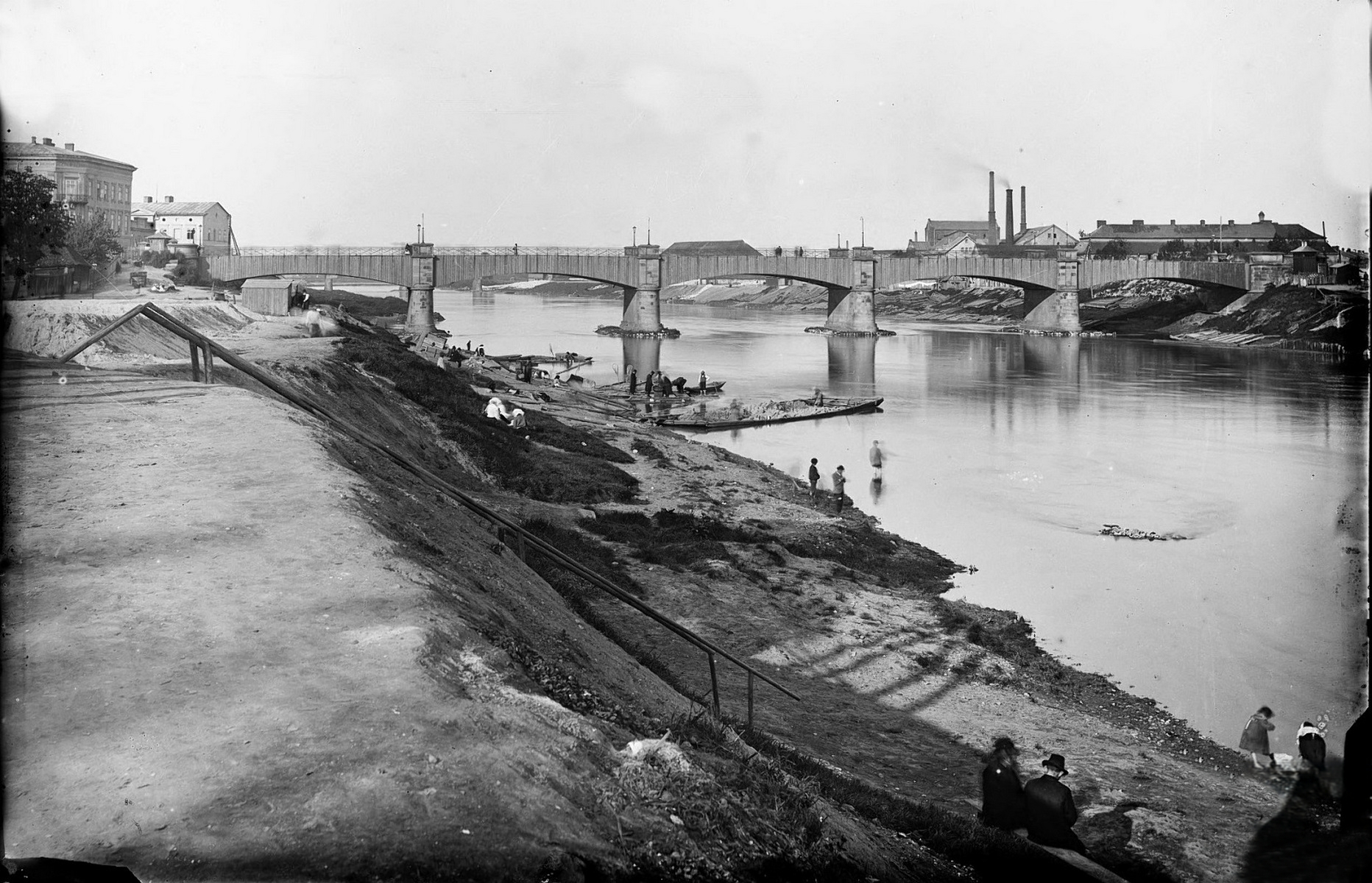
1901 Most cesarza Franciszka Józefa na Wiśle, Fot. Natan Krieger, MHK
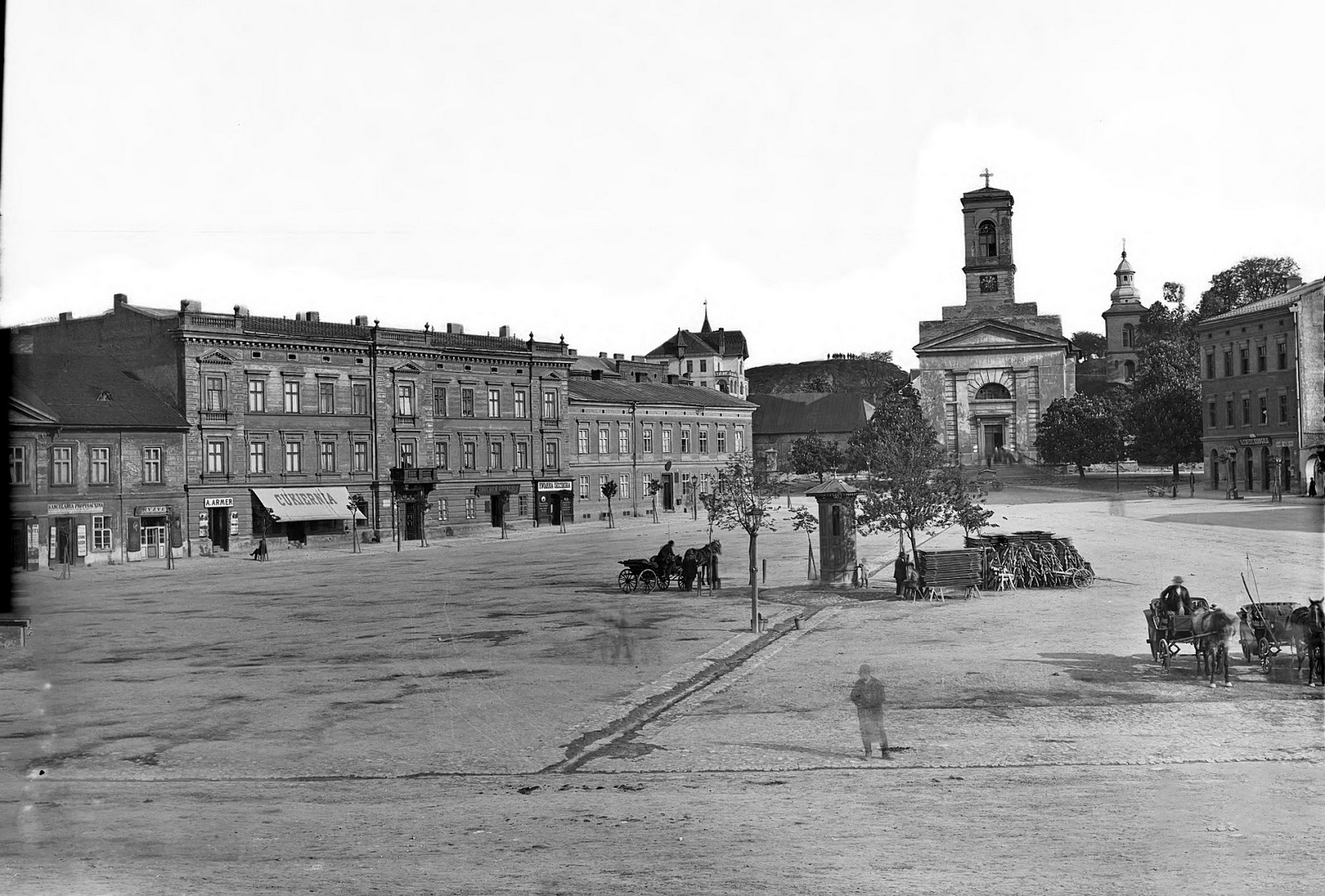
1904 Rynek Podgórski, Fot. Natan Krieger, MHK
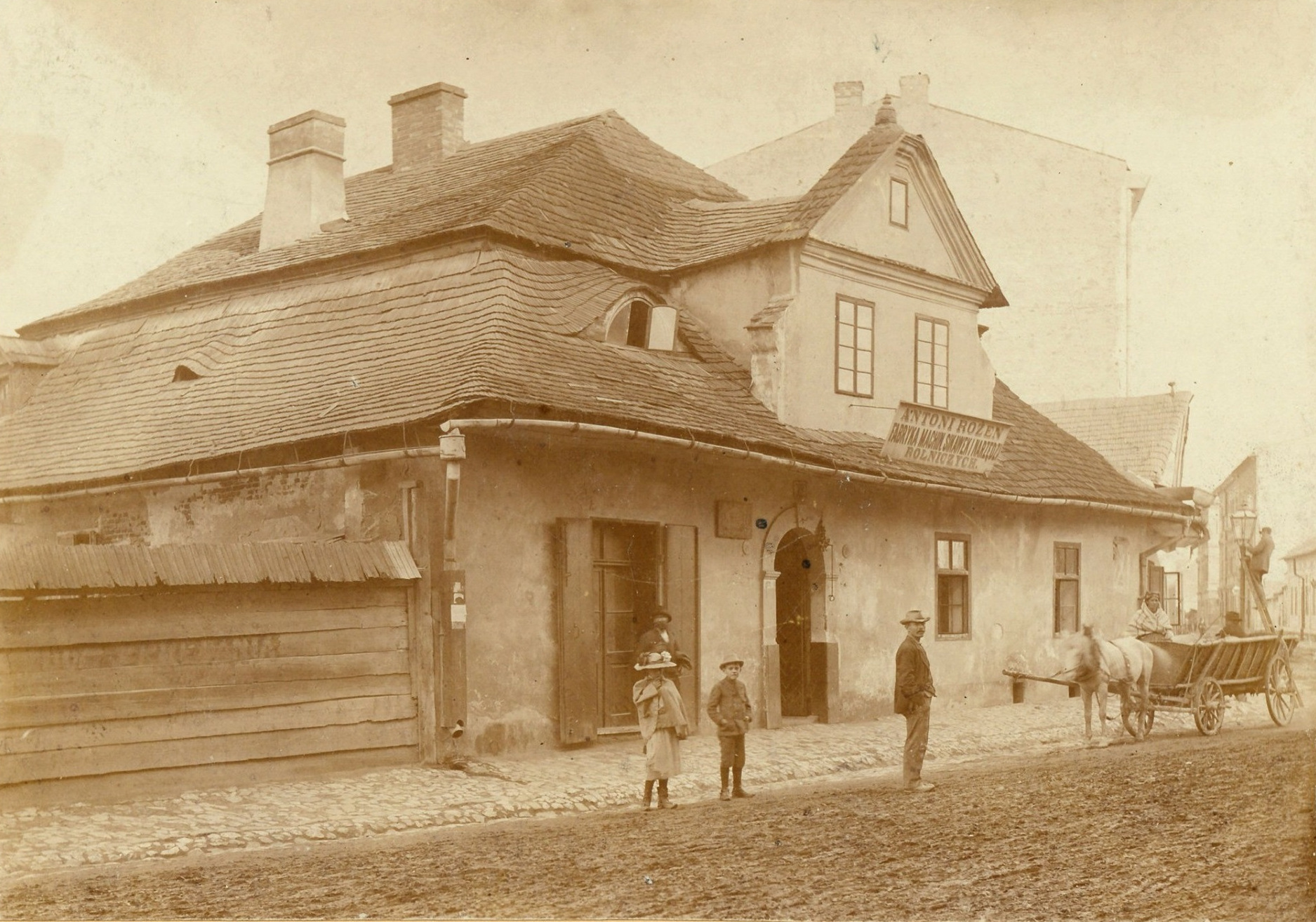
1900 ul. Długa 29, Fot. Natan Krieger, NAC
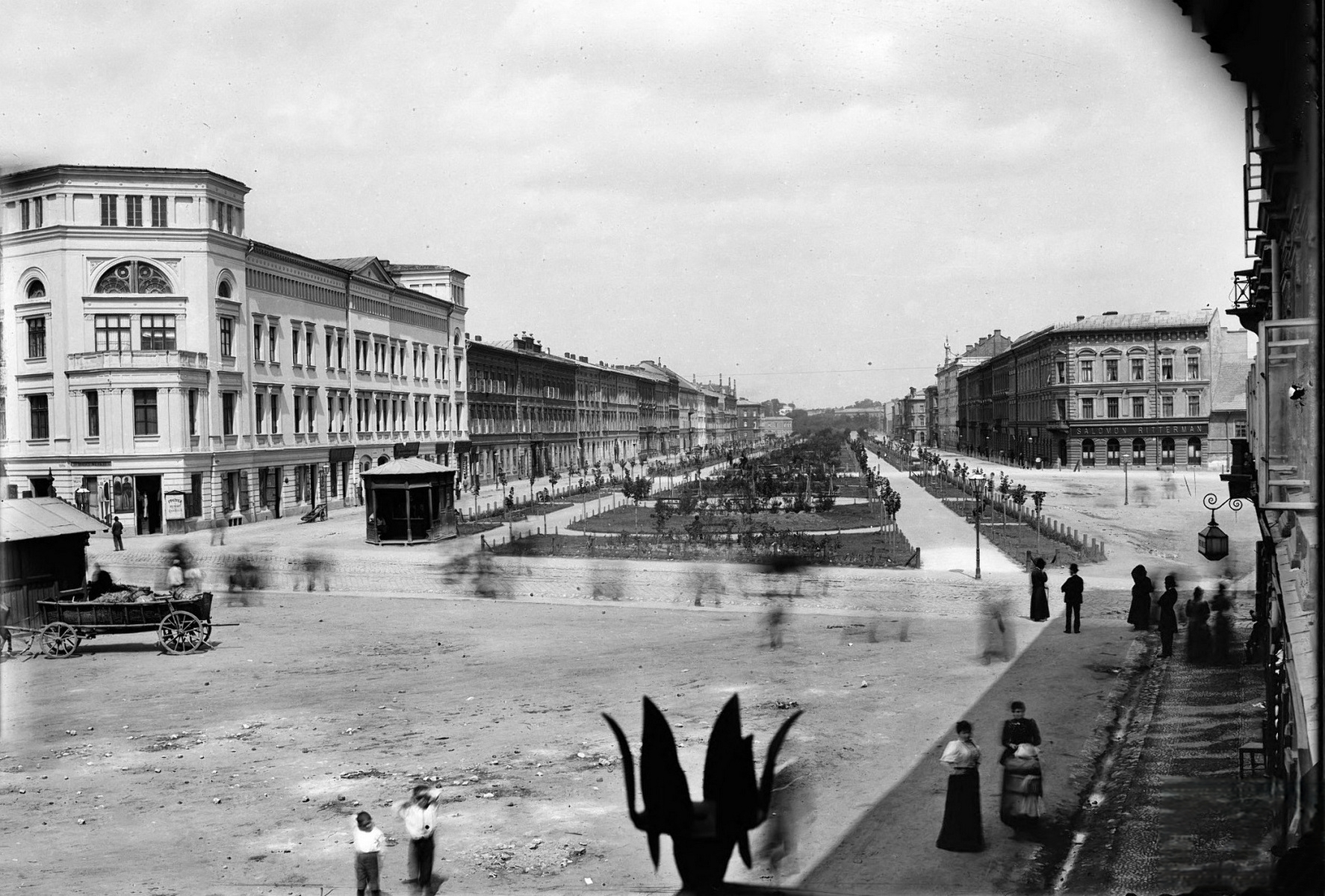
1888 Ul. Dietla, Fot. Natan Krieger, MHK

## Technika
Podobnie jak jego ojciec, początkowo Natan Krieger korzystał z techniki kolodionowej. Nie wiadomo, czy po wprowadzeniu przez Ignacego techniki bromo-żelatynowej w połowie lat 80. XIX wieku, Natan również ją stosował na szeroką skalę. Jednakże, technika mokrej płyty kolodionowej była stosowana w zakładzie Kriegerów nawet po 1890 roku w fotografii reprodukcyjnej.

## Zbiory
Po śmierci Natana Kriegera w 1903 roku, atelier przejęła jego siostra Amalia i prowadziła je dalej. Pod koniec życia, jak informowano w jej nekrologu, znalazła się w trudnej sytuacji materialnej i nie mogąc już zapewne podołać trudom prowadzenia zakładu (miała wówczas około 80 lat), negatywy oraz wyposażenie atelier przekazała gminie miasta Krakowa, zgodnie z wolą Ignacego i Natana (28 lutego 1926 r.) ustanawiając jednocześnie fundację ich imienia.
Początkowo zbiór trafił do zarządu Muzeum Przemysłowego, potem do Biblioteki Muzeum Przemysłowego i Biblioteki Akademii Sztuk Pięknych. Od 1967 roku spuścizna Kriegerów znajduje się w Muzeum Historycznym Miasta Krakowa, gdzie liczy około 8520 negatywów, w tym prace Natana Kriegera.
Część fotografii wykonanych przez Natana Kriegera znajduje się również w Fototece Instytutu Historii Sztuki Uniwersytetu Jagiellońskiego.

## Nagrobek
Nagrobek Natana Kriegera zachował się do dziś na nowym cmentarzu żydowskim przy ulicy Miodowej 55 w Krakowie. Odkrycia nagrobków Natana i Ignacego dokonał Eugeniusz Duda (wieloletni dyrektor Oddziału MHK-Stara Synagoga). Inskrypcje na nagrobku Natana są obecnie (2025) prawie nieczytelne, jednak zachowała się jego fotografia z okresu odkrycia wykonana przez p. Andrzeja Malika z Muzeum Krakowa.
Współrzędne GPS nagrobka Natana Kriegera: 50°03′14,9″N 19°57′07,3″E/50,054139 19,952025
Współrzędne GPS nagrobka Ignacego Kriegera: 50°03′08,8″N 19°57′13,8″E/50,052444 19,953833

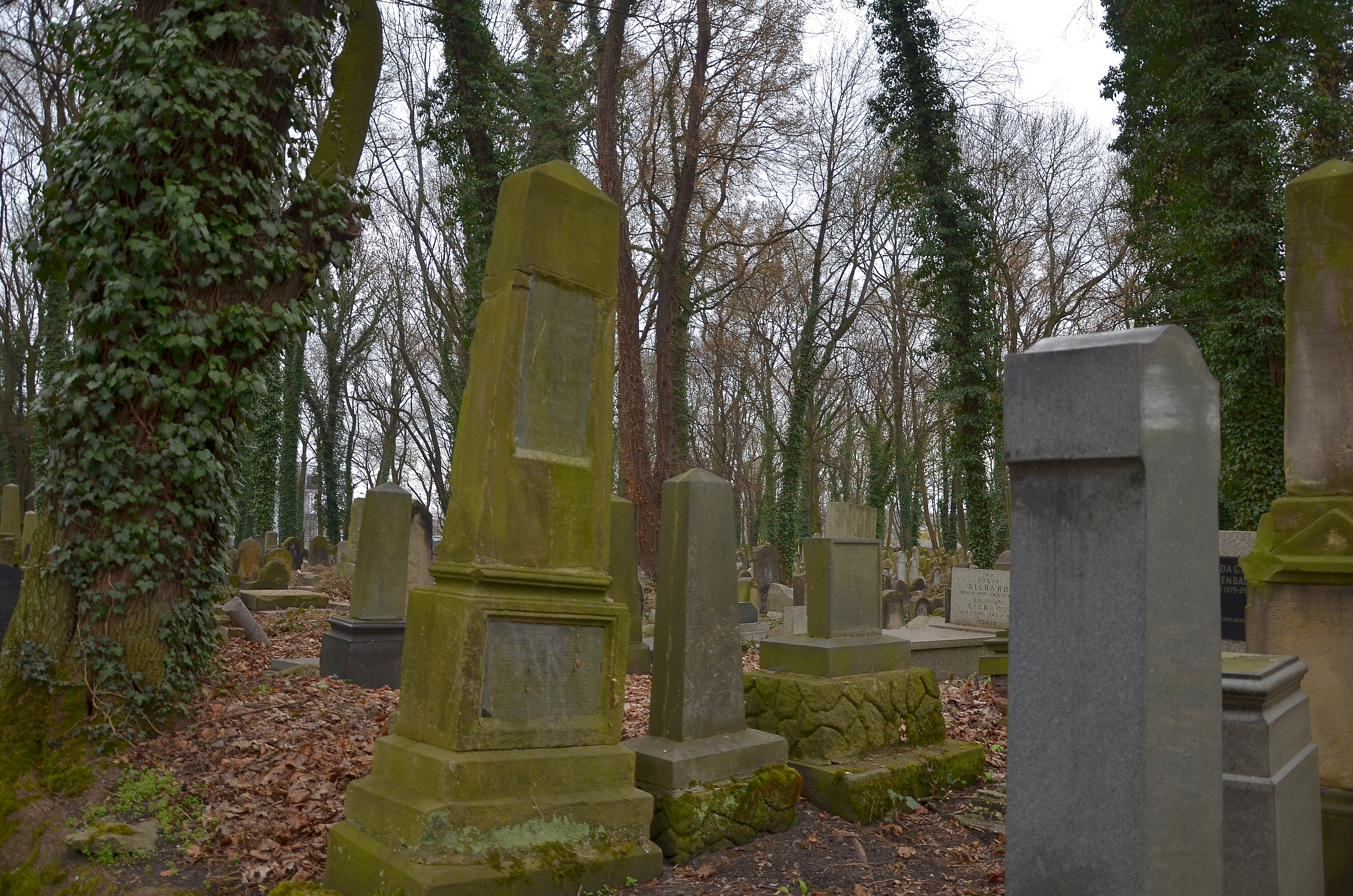
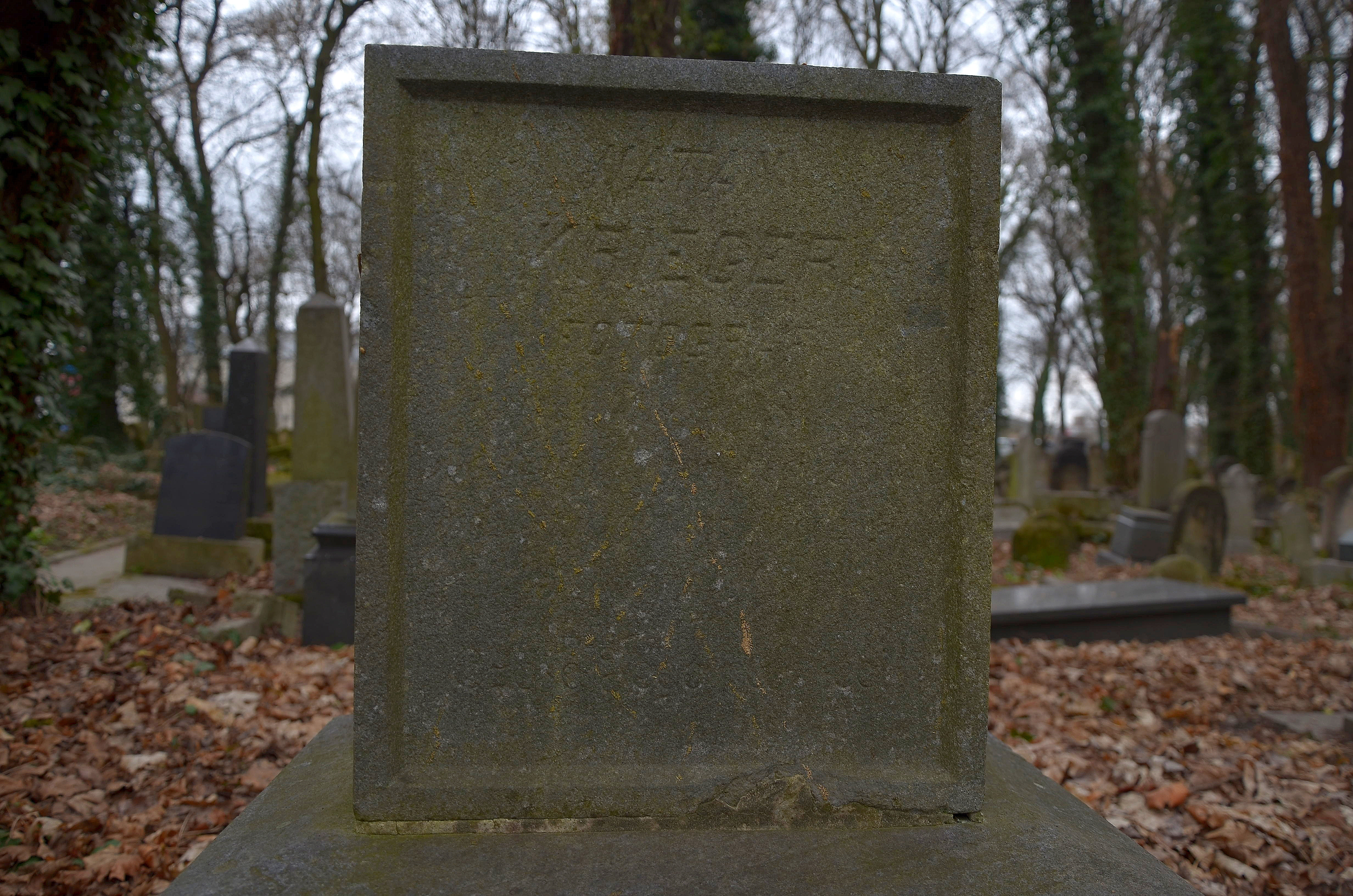
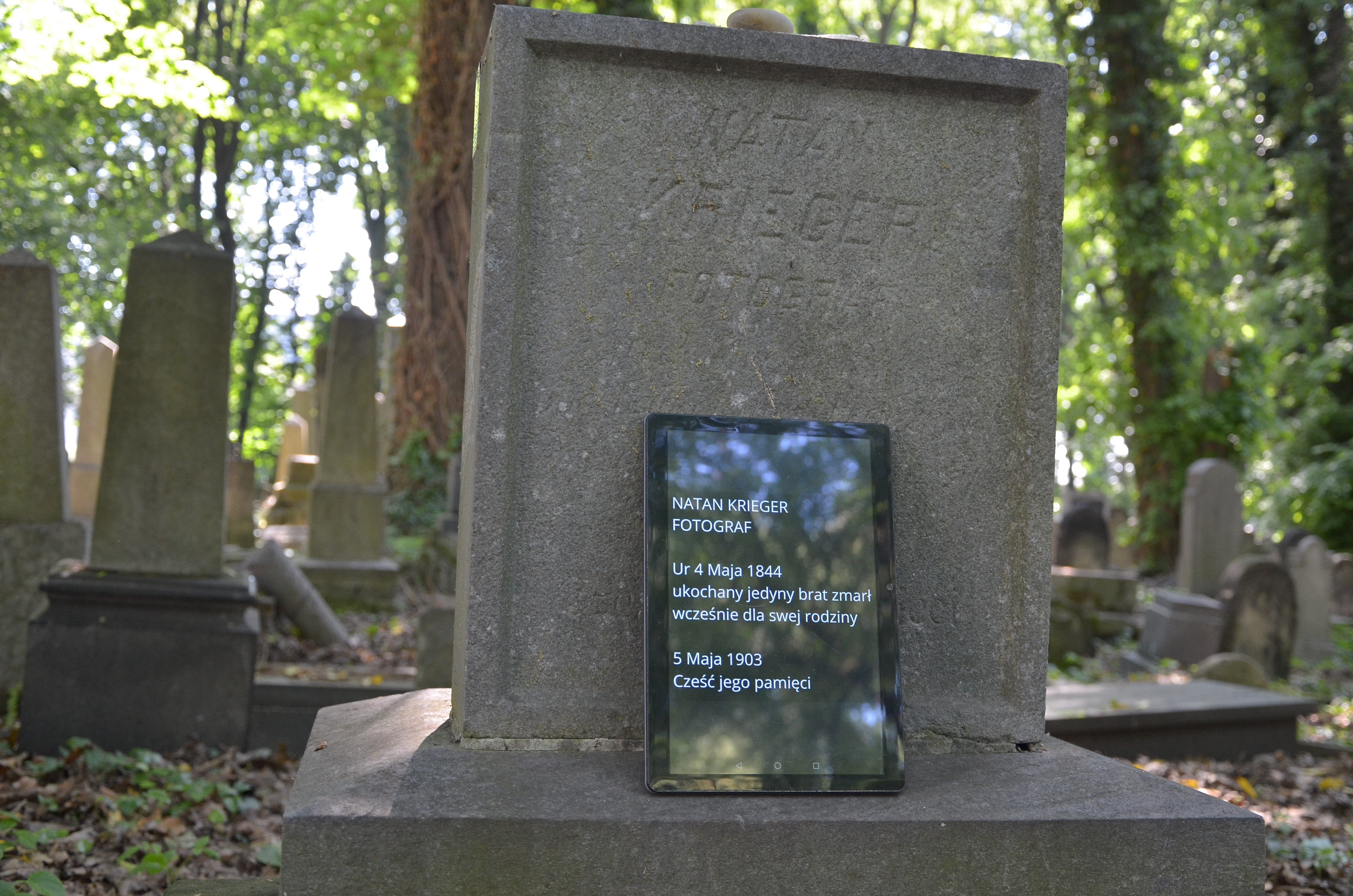
Natan Krieger-nagrobek-odtworzona inskrypcja